# Charles du Plessis-Liancourt
Charles du Plessis-Liancourt († 20. Oktober 1620) war ein französischer Adliger und Gouverneur von Paris.

## Leben
Charles du Plessis-Liancourt war der älteste Sohn von Guillaume du Plessis-Liancourt (1491–1550), Seigneur de Liancourt et de Sarcelles, und Françoise de Ternay. Sein Geburtsdatum ist unbekannt, bekannt ist, dass er 1551 noch unter der Vormundschaft seiner Mutter stand.
Am 21. Dezember 1583 wurde er zum Chevalier de l’Ordre du Saint-Esprit ernannt, die Aufnahme erfolgte am 31. Dezember 1583. Am 5. Dezember 1586 huldigte er dem späteren König Heinrich IV. in dessen Funktion als Herzog von Vendôme.
Er war Graf von Beaumont-sur-Oise, 1606 war er Seigneur de Montfort, das im März 1616 zum Marquisat Montfort erhoben wurde (die Registrierung beim Parlement de Paris erfolgte erst am 7. Juli 1662), zudem Baron von Montlouet und Gallardon.
Er war Berater des Königs im Conseil d’Etat et Privé, Kapitän von 50 Ordonnanzsoldaten, Premier Écuyer de la Petite-Ecurie du Roi, Gouverneur von Metz und dem Pays Messin (durch Heinrich IV. nach der Absetzung von Roger de Comminges, Sieur de Saubole, ernannt), Gouverneur et Lieutenant-Général des Ville, Prévôté & Vicomté de Paris (im Austausch zu seiner Funktion in Metz; die neue Funktion hatte er am 18. August 1615 bereits inne, da er zu diesem Zeitpunkt vom Ludwig XIII. 12.000 Livre als Gouverneur von Paris bekam).
Am 6. August 1618 kaufte er für 69.000 Livre Fontrailles von Urbain de Laval, Seigneur de Boisdauphin (Marschall Boisdauphin), für das er dem Herzog von Mayenne huldigte, am 9. März 1619 war er zudem Seigneur de La Ferté-Bernard. Am 2. Januar 1620 wurde er Chevalier d’honneur de la Reine-Mère Maria de’ Medici.

## Ehe und Familie
Charles du Plessis-Liancourt heiratete mit Ehevertrag vom 17. Februar 1594 Antoinette (Marguerite) de Pons (* um 1570, † 16. Januar 1632 in Paris), Marquise de Guercheville, Dame d’honneur von Königin Louise de Lorraine-Vaudémont (1584), später Première Dame d’honneur de la Reine-Mère Maria de’ Médici, Tochter von Antoine de Pons, Comte de Marennes, Capitaine de 100 Gentilhommes ordinaires de la Maison du Roi, und Marie de Montchenu, Dame de Guercheville, Witwe von Henri de Silly († 1586), Comte de La Roche-Guyon, Chevalier de l’Ordre du Saint-Esprit. Sie bekamen zwei Kinder:
- Roger du Plessis-Liancourt (* 1598; † Januar oder 1. August 1674 in Paris), Seigneur und ab August 1673 Marquis du Plessis, 1633 1. Duc de Liancourt, Marquis de Guercheville, Comte de Beaumont, Duc de La Roche-Guyon (Mai 1643), Pair de France (31. Dezember 1643), Chevalier de l’Ordre du Saint-Esprit; ⚭ Ehevertrag vom 14. Februar 1620, Anne (alias Jeanne) de Schomberg (* um 1600, † 14. Juni 1674 auf Schloss Liancourt), Marquise d’Espinay, Comtesse de Durtal, Tochter von Henri de Schomberg, Comte de Nanteuil-le-Haudouin, Marschall von Frankreich, und Françoise d’Espinay-Duretal; sie war zuvor seit April 1618 mit François de Cossé (1588–1651), 2. Duc de Brissac, verheiratet, die Ehe wurde annulliert[3]
- Gabrielle du Plessis-Liancourt (* um 1596; † 1672); ⚭ Eheverträge vom 1. März und 4. September 1611, François V. de La Rochefoucauld (* 5. September 1588; † 8. Februar 1650), Graf und später Herzog von La Rochefoucauld, Prince de Marcillac, die Eltern des Literaten François VI. de La Rochefoucauld

### Weblink
- Étienne Pattou, Maison du Plessis et du Plessis-Liancourt, S. 12f (online, abgerufen am 14. April 2020)